# APG (1998)
APG (1998) је класификациона схема скривеносеменица. Њу је осмислила и образложила APG (енг. Angiosperm Phylogeny Group), група истраживача филогеније скривеносеменица.

## Преглед најважнијихклада
- скривеносеменице:
монокотиледоне биљке

 (праве дикотиледоне биљке)

## Детаљна класификација
Скривеносеменице (раздео Magnoliophyta)
- базалне скривеносеменице
породица 
породица 
породица 
породица 
породица 
породица 
породица 
[+ породица  ]
породица 
породица 
породица 
породица 
ред 
породица 
ред 
породица 
породица 
породица 
породица 
породица 
породица 
породица 
ред 
породица 
породица 
породица 
породица 
породица 
породица 
ред 
породица 
породица 
породица 
породица 
клада 
породица 
породица 
породица 
породица 
породица 
ред 
породица 
ред 
породица 
породица 
породица 
породица 
породица 
породица 
породица 
породица 
породица 
породица 
породица 
породица 
породица 
породица 
ред 
породица 
породица 
породица 
породица 
породица 
породица 
породица 
породица 
породица 
породица 
породица 
породица 
породица 
породица 
породица 
породица 
породица 
породица 
породица 
породица 
породица 
породица 
породица 
породица 
породица 
породица 
породица 
породица 
ред 
породица 
породица 
породица 
породица 
породица 
ред 
породица 
породица 
породица 
породица 
породица 
породица 
породица 
породица 
породица 
ред 
породица 
породица 
породица 
породица 
клада 
породица 
породица 
породица 
породица 
породица 
породица 
ред 
породица 
ред 
породица 
породица 
породица 
породица 
ред 
породица 
породица 
породица 
породица 
породица 
породица 
породица 
породица 
породица 
породица 
породица 
породица 
породица 
породица 
породица 
породица 
ред 
породица 
породица 
породица 
породица 
породица 
породица 
породица 
породица 
клада 
породица 
породица 
породица 
породица 
[+ породица  ]
ред 
породица 
породица 
породица 
ред 
породица 
породица 
[+ породица  ]
породица 
породица 
породица 
породица 
[+ породица  ]
[+ породица  ]
породица 
клада 
породица 
породица 
породица 
породица 
породица 
породица 
ред 
породица 
породица 
породица 
породица 
породица 
породица 
породица 
породица 
породица 
породица 
породица 
породица 
породица 
породица 
породица 
породица 
породица 
породица 
породица 
породица 
породица 
породица 
породица 
породица 
породица 
породица 
ред 
породица 
породица 
породица 
породица 
породица 
ред 
породица 
породица 
породица 
породица 
породица 
породица 
породица 
породица 
породица 
породица 
породица 
породица 
породица 
клада 
породица 
породица 
породица 
породица 
породица 
породица 
породица 
породица 
породица 
породица 
ред 
породица 
породица 
[+ породица  ]
породица 
породица 
породица 
породица 
клада 
породица 
породица 
породица 
[+ породица  ]
породица 
ред 
породица 
породица 
породица 
породица 
породица 
породица 
породица 
ред 
породица 
породица 
породица 
породица 
ред 
породица 
породица 
породица 
породица 
породица 
породица 
породица 
породица 
ред 
породица 
породица 
породица 
породица 
породица 
породица 
породица 
породица 
породица 
породица 
породица 
породица 
породица 
породица 
породица 
породица 
породица 
породица 
породица 
породица 
породица 
породица 
породица 
породица 
породица 
породица 
породица 
породица 
породица 
породица 
породица 
породица 
ред 
породица 
породица 
породица 
породица 
породица 
породица 
ред 
породица 
породица 
породица 
породица 
породица 
породица 
породица 
породица 
породица 
породица 
породица 
клада 
породица 
ред 
породица 
[+ породица  ]
породица 
породица 
породица 
породица 
породица 
породица 
породица 
породица 
породица 
породица 
породица 
породица 
породица 
породица 
ред 
породица 
[+ породица  ]
породица 
породица 
породица 
породица 
породица 
породица 
породица 
породица 
породица 
породица 
ред 
породица 
породица 
породица 
породица 
породица 
породица 
породица 
породица 
породица 
породица 
породица 
породица 
породица 
породица 
ред 
породица 
породица 
породица 
породица 
породица 
породица 
[+ породица  ]
породица 
породица 
породица 
клада 
ред 
породица 
[+ породица  ]
породица 
породица 
породица 
породица 
ред 
породица 
породица 
породица 
породица 
породица 
породица 
породица 
породица 
породица 
породица 
породица 
породица 
породица 
породица 
породица 
породица 
породица 
породица 
породица 
породица 
породица 
породица 
породица 
породица 
клада 
породица 
породица 
породица 
ред 
породица 
породица 
породица 
породица 
ред 
породица 
породица 
породица 
породица 
породица 
ред 
породица 
породица 
породица 
породица 
породица 
породица 
породица 
породица 
породица 
породица 
породица 
породица 
породица 
[+ породица  ]
породица 
породица 
породица 
породица 
породица 
породица 
породица 
ред 
породица 
породица 
породица 
породица 
породица 
клада 
породица 
породица 
породица 
породица 
[+ породица  ]
породица 
породица 
породица 
породица 
породица 
породица 
ред 
породица 
породица 
породица 
породица 
породица 
породица 
породица 
ред 
породица 
породица 
породица 
ред 
породица 
породица 
породица 
породица 
породица 
[+ породица  ]
породица 
породица 
породица 
породица 
породица 
породица 
породица 
породица 
ред 
породица 
породица 
породица 
породица 
породица 
породица

- породица 
породица 
породица 
породица 
породица 
породица 
породица 
породица 
породица 
породица 
породица 
породица 
породица 
породица 
породица 
породица 
породица 
породица 
породица 
породица 
породица 
породица 
породица 
породица 
породица